# Landesliga Mecklenburg-Vorpommern (Badminton)
Die Landesliga Mecklenburg-Vorpommern ist die höchste Spielklasse des Badmintonverbandes Mecklenburg-Vorpommern. Der Gewinner der Landesliga erwirbt das Recht zur Teilnahme an der Aufstiegsrunde der Oberliga Nord A des Deutschen Badminton-Verbandes, der Tabellenletzte steigt in die Landesklasse ab. Die Mannschaften der Landesliga sind berechtigt am Badminton-Landespokal teilzunehmen.

## Modus
Eine Saison wird im Modus jeder gegen jeden mit Hin- und Rückspiel ausgetragen. Der Sieger eines Mannschaftswettkampfes erhält zwei Punkte, bei Unentschieden werden die Punkte geteilt. Ein Mannschaftswettkampf besteht gemäß den Regeln des Deutschen Badminton-Verbandes aus acht Spielen, zwei Herrendoppeln, einem Damendoppel und -einzel, drei Herreneinzeln und einem Gemischten Doppel.

## Saisonübersichten

### Saison 2001/02
| Verein - 1. BSC 95 Schwerin I - 2. Greifswalder SV 98 II - 3. Motor Süd Neubrandenburg - 4. Grün Weiß 90 Anklam - 5. BSC 95 Schwerin II | Spiele - 58 : 06 - 39 : 25 - 24 : 40 - 22 : 42 - 17 : 47 | Punkte - 16 : 00 - 12 : 04 - 04 : 12 - 04 : 12 - 04 : 12 |

Die ganze Saison über zeigte sich die 1. Mannschaft von Schwerin derart überlegen, dass der Landesmeistertitel eigentlich zu keinem Zeitpunkt in Frage stand. So wurden selbst die Spiele gegen den größten Konkurrenten aus Greifswald mit 7:1 bzw. 8:0 gewonnen. Pech hatte die zweite Mannschaft von Schwerin, die trotz eines starken Endspurts nicht mehr an Anklam und Neubrandenburg vorbeiziehen konnte und damit abstieg. Bei den Aufstiegsspielen zur Oberliga belegte Schwerin den dritten Platz hinter dem VfB Lübeck II und dem SV Eidelstedt und verpasste damit knapp das angestrebte Ziel Aufstieg.
- Pokalfinale: Greifswalder SV 98 II – BSV Einheit Greifswald II 5:0

### Saison 2002/03
| Verein - 1. Greifswalder SV 98 II - 2. BSV Einheit Greifswald II - 3. BSC 95 Schwerin - 4. Motor Süd Neubrandenburg - 5. Empor Saßnitz - 6. HSG Greifswald - 7. Grün Weiß 90 Anklam | Spiele - 72 : 08 - 49 : 31 - 48 : 32 - 36 : 44 - 34 : 46 - 24 : 56 - 17 : 63 | Punkte - 20 : 00 - 14 : 06 - 14 : 06 - 09 : 11 - 09 : 11 - 03 : 17 - 01 : 19 |

Die Saison zeichnete sich durch die klare Überlegenheit der zweiten Mannschaft des Greifswalder SV 98 aus. Lediglich im ersten Spiel gegen den späteren Vizemeister vom BSV Greifswald wurde es mit 5:3 etwas enger, das Rückspiel wurde dann mit 6:2 doch relativ souverän gewonnen. In allen anderen Spielen gab die Mannschaft lediglich drei Spiele ab, was der Überlegenheit Ausdruck verleiht. Das Tabellenende zierten die gesamte Saison über die Anklamer, die lediglich im Spiel gegen die HSG Greifswald einen Punkt erringen konnten.
- Pokalfinale: SV Pädagogik Rostock – BSV Einheit Greifswald II 3:2

### Saison 2003/04
| Verein - 1. Greifswalder SV 98 II - 2. BSC 95 Schwerin - 3. BSV Einheit Greifswald II - 4. Motor Süd Neubrandenburg - 5. Grün Weiß 90 Anklam - 6. HSG Greifswald - 7. Pädagogik Rostock - 8. Empor Saßnitz | Spiele - 72 : 40 - 66 : 46 - 67 : 45 - 63 : 49 - 54 : 58 - 53 : 59 - 43 : 69 - 30 : 82 | Punkte - 20 : 08 - 20 : 08 - 18 : 10 - 18 : 10 - 13 : 15 - 12 : 16 - 09 : 19 - 02 : 26 |

Im Vergleich zur Vorsaison startete eine weitere Mannschaft mehr in der Landesliga, so dass der Vorjahresletzte Anklam die Klasse halten konnte. In diesem Jahr sollten diese aber im gesicherten Mittelfeld der Tabelle landen. Im Gegensatz dazu die Truppe aus Sassnitz. Half im Vorjahr noch die Routine über manch spielerische Schwäche hinweg gab es in diesem Jahr kaum etwas zu gewinnen. Logische Folge war der Abstieg. An der Tabellenspitze gab es die ganze Spielzeit über einen spannenden Vierkampf, der erst am vorletzten Spieltag zu Gunsten des Greifswalder SV 98 II entschieden wurden mit einem 6:2 über den Lokalrivalen vom BSV, während Neubrandenburg zeitgleich in Schwerin verlor. Am letzten Spieltag quälte sich der GSV 98 II zu einem Unentschieden bei Empor Sassnitz und fuhr den nötigen letzten Zähler ein. Bis heute war dies die spannendste und spielerisch beste Saison der Landesliga Mecklenburg-Vorpommern.
- Pokalfinale: Greifswalder SV 98 II – Grün Weiß 90 Anklam 4:1

### Saison 2004/05
| Verein - 1. BSV Einheit Greifswald II - 2. Grün Weiß 90 Anklam - 3. BSC 95 Schwerin - 4. Greifswalder SV 04 II - 5. Motor Süd Neubrandenburg - 6. SV 47 Rövershagen | Spiele - 67 : 13 - 41 : 39 - 40 : 40 - 36 : 44 - 29 : 51 - 27 : 53 | Punkte - 20 : 00 - 14 : 06 - 09 : 11 - 09 : 11 - 05 : 15 - 03 : 17 |

Die HSG Greifswald und Rostock hatten aus der Landesliga zurückgezogen, der Nachfolgeverein des Greifswalder SV 98 II, der Greifswalder SV 04 II praktisch alle starken Spieler an die 1. Mannschaft abgegeben. Somit war der Weg frei für die routinierte und eingespielte Truppe vom BSV Greifswald II. Alle Saisonspiele wurden souverän gewonnen. Spannender dagegen der Abstiegskampf. Nach miserablem Saisonstart konnte sich der Greifswalder SV 04 II schließlich im Mittelfeld platzieren, während Neubrandenburg und Rövershagen bis zum letzten Spieltag um Platz 5 kämpften. Durch einen Sieg gegen Schwerin schoben sich die Neubrandenburger am letzten Spieltag noch vorbei an den Randrostockern.
- Pokalfinale: BSV Einheit Greifswald II – Grün Weiß Anklam 3:2

### Saison 2005/06
| Verein - 1. Greifswalder SV 04 - 2. BSV Einheit Greifswald II - 3. Motor Süd Neubrandenburg - 4. Grün Weiß 90 Anklam - 5. SV Wallbach Blankenhagen - 6. BSC 95 Schwerin | Spiele - 67:13 - 44:36 - 36:44 - 38:42 - 25:55 - 23:57 | Punkte - 19:01 - 13:07 - 11:09 - 09:11 - 05:15 - 03:17 |

In dieser Saison gab der Oberligaabsteiger vom Greifswalder SV 04 sein Gastspiel. Von Anfang an dominierte die Mannschaft die Liga nach Belieben. Lediglich im ersten Saisonspiel wurde ein Unentschieden erzielt. Am Tabellenende der frühere Landesmeister aus Schwerin, der einige personelle Engpässe die Saison über nicht wie erhofft kompensieren konnte. Spannend auch der Kampf um Platz drei, den Neubrandenburg im letzten Spiel im letzten Einzel zu seinen Gunsten entscheiden konnte. Der Greifswalder SV 04 krönte seine Saisonleistung mit dem Erreichen des Wiederaufstiegs in die Oberliga.
- Pokalfinale: Greifswalder SV 04 – BSV Einheit Greifswald II 5:0

### Saison 2006/07
| Verein - 1. BSV Einheit Greifswald II - 2. Greifswalder SV 04 II - 3. Motor Süd Neubrandenburg - 4. BSC 95 Schwerin - 5. Grün Weiß 90 Anklam - 6. SV Wallbach Blankenhagen | Spiele - 67:13 - 57:23 - 45:35 - 34:46 - 31:49 - 06:74 | Punkte - 19:01 - 17:03 - 12:08 - 06:14 - 06:14 - 00:20 |

Die Saison 2006/07 wurde von Anfang bis Ende vom Duell zwischen den beiden Greifswalder Mannschaften bestimmt. In den direkten Duellen konnte sich der BSV Greifswald mit 5:3 und 4:4 knapp behaupten und sich nach 2005 wieder die Krone in der Landesliga aufsetzen. Im Mittelfeld waren die Fronten schnell geklärt, ebenso am Tabellenende, was abgeschlagen die ganze Saison über von Blankenhagen geziert wurde.
- Pokalfinale: Greifswalder SV 04 II – BSV Einheit Greifswald II 4:1

### Saison 2007/08
| Verein - 1. BSC 95 Schwerin I - 2. BSV Einheit Greifswald II - 3. Motor Süd Neubrandenburg - 4. BSC 95 Schwerin II - 5. Grün Weiß 90 Anklam | Spiele - 50 : 14 - 44 : 20 - 28 : 36 - 20 : 44 - 18 : 46 | Punkte - 16 : 00 - 11 : 05 - 08 : 08 - 03 : 13 - 02 : 14 |

Nach dem Rückzug der 2. Mannschaft des Greifswalder SV 04 startete die Runde mit einem kleinen Starterfeld. Relativ schnell klärten sich die Fronten in dieser Saison. Der neue Landesmeister vom BSC 95 Schwerin hatte einzig im Hinspiel gegen den BSV Greifswald II zu kämpfen, in der Rückrunde zog die vor der Saison verstärkte Truppe einsam ihre Kreise. Am Tabellenende konnte die zweite Vertretung aus Schwerin am letzten Spieltag die alten Hasen aus Anklam noch überflügeln.
- Pokalfinale: BSV Einheit Greifswald II – MS Neubrandenburg 3:2

### Saison 2008/09
| Verein - 1. SG GSV/BSV Greifswald II - 2. SG GSV/BSV Greifswald III - 3. BSC 95 Schwerin II - 4. MS Neubrandenburg - 5. BSC 95 Schwerin I - 6. Grün Weiß 90 Anklam | Spiele - 65 : 15 - 49 : 31 - 47 : 33 - 34 : 46 - 26 : 54 - 19 : 61 | Punkte - 19 : 01 - 14 : 06 - 12 : 08 - 07 : 13 - 06 : 14 - 02 : 18 |

Die Saison stand ganz im Zeichen der beiden Mannschaften der neu gegründeten Spielgemeinschaft vom Greifswalder SV 04 und BSV Einheit Greifswald. Im direkten Duell konnte sich die 2. Mannschaft durch ein Unentschieden und einen klaren Erfolg im Rückspiel den Titel sichern. Am Tabellenende wie in den Vorjahren die Ostvorpommern aus Anklam, die ihre beiden Punkte durch Remis gegen die ersatzgeschwächte Mannschaft vom BSC 95 Schwerin I erkämpften.
- Pokalfinale: SG GSV/BSV Greifswald II – MS Neubrandenburg 5:0

### Saison 2009/10
| Verein - 1. SG GSV/BSV Greifswald II - 2. BSC 95 Schwerin I - 3. MS Neubrandenburg - 4. SV Pädagogik Rostock - 5. BSC 95 Schwerin II | Spiele - 49 : 15 - 44 : 20 - 39 : 25 - 28 : 36 - 00 : 64 | Punkte - 15 : 01 - 11 : 05 - 10 : 06 - 04 : 12 - 00 : 16 |

Eine einseitige Saison, die am Ende die 2. Mannschaft der SG GSV/BSV Greifswald klar vorne sah. Die entscheidenden Duelle mit dem BSC 95 Schwerin I gingen mit 5:3 beziehungsweise 7:1 beide an die Greifswalder. Am Tabellenende stand nach dem vorzeitigen Rückzug der zweiten Schweriner Mannschaft schnell das Tabellenbild fest.
- Pokalfinale: SV Pädagogik Rostock – SG GSV/BSV Greifswald II 3:2

### Saison 2010/11
| Verein - 1. BSV Einheit Greifswald - 2. Greifswalder SV 98 - 3. TSV Bützow - 4. SG Turbine/Pädagogik Rostock - 5. MS Neubrandenburg - 6. BSC 95 Schwerin | Spiele - 59 : 21 - 44 : 36 - 42 : 38 - 40 : 40 - 32 : 48 - 23 : 57 | Punkte - 19 : 01 - 12 : 08 - 10 : 10 - 10 : 10 - 05 : 15 - 04 : 16 |

An der Tabellenspitze führte die routinierte Truppe um Edgar Michalowsky und Petra Teichmann die gesamte Spielzeit über souverän die Tabelle an. Den Grundstein dafür legte die Mannschaft durch einen 5:3-Hinspielerfolg gegen den Oberliga-Absteiger vom Greifswalder SV 98. Dieser musste vor Saisonbeginn seine erste Mannschaft zurückziehen und hatte dementsprechend oftmals mit personellen Problemen zu kämpfen.
Im Tabellenmittelfeld lieferten sich Aufsteiger Bützow und die Spielgemeinschaft aus Rostock ein spannendes Kopf-an-Kopf-Rennen, das erst am letzten Spieltag zu Gunsten des TSV entschieden wurde. Am Tabellenende rettete Neubrandenburg nach einer enttäuschenden Spielzeit noch den 5. Rang. Im Zweikampf mit dem ehemaligen Landesmeister aus Schwerin setzten sich die Vier-Tore-Städter durch einen Sieg am letzten Spieltag knapp durch und feierten dadurch ein halbwegs versöhnliches Saisonende.
- Pokalfinale: BSV Einheit Greifswald – SG Turbine/Pädagogik Rostock 5:0

### Saison 2011/12
| Verein - 1. BSV Einheit Greifswald - 2. Greifswalder SV 98 - 3. MS Neubrandenburg - 4. TSV Bützow - 5. ESV Turbine Rostock - 6. BSC 95 Schwerin - 7. Ribnitzer SV | Spiele - 77 : 19 - 69 : 27 - 58 : 38 - 40 : 56 - 30 : 66 - 39 : 57 - 23 : 73 | Punkte - 23 : 01 - 19 : 05 - 16 : 08 - 08 : 16 - 08 : 16 - 06 : 18 - 04 : 20 |

Im Titelrennen setzte sich wie im Vorjahr der BSV Einheit Greifswald durch. Ausschlaggebend waren zwei knappe Erfolge (5:3 und 6:2) gegen den Lokalrivalen vom Greifswalder SV 98. Überraschend stark präsentierte sich nach der schwachen Vorsaison die Truppe aus Neubrandenburg. Erst am letzten Spieltag büßte die Mannschaft durch Niederlagen gegen beide Greifswalder Teams seine Titelchancen ein.
Das Tabellenmittelfeld blieb die gesamte Spielzeit über dicht zusammen, letztlich gab ein Sieg am letzten Spieltag den Ausschlag zu Gunsten des TSV Bützow. Der Aufsteiger aus Ribnitz mühte sich die ganze Saison redlich, kam jedoch nie vom letzten Tabellenplatz weg und musste nach nur einer Spielzeit wieder absteigen.
- Pokalfinale: BSV Einheit Greifswald – TSV Bützow 4:1

### Saison 2012/13
| Verein - 1. MS Neubrandenburg - 2. Greifswalder SV 98 - 3. BSC 95 Schwerin - 4. ESV Turbine Rostock - 5. Güstrower SC 09 - 6. TSV Bützow | Spiele - 54 : 26 - 44 : 36 - 42 : 38 - 37 : 43 - 35 : 45 - 28 : 52 | Punkte - 18 : 02 - 14 : 06 - 11 : 09 - 09 : 11 - 06 : 14 - 02 : 18 |

Den Titel machten Neubrandenburg und der Greifswalder SV 98 unter sich aus. Nach der Hinrunde führten die Hansestädter noch das Klassement an, im entscheidenden Rückspiel am vorletzten Spieltag konnten sich die Vier-Tore-Städter mit 6:2 durchsetzen und erstmals in der Vereinsgeschichte den Titel einfahren.
Im Mittelfeld konnte Schwerin nach schwachem Start mit konstanten Leistungen noch Rostock abfangen und den Bronzeplatz erobern. Das Tabellenende zierte die gesamte Spielzeit über der TSV Bützow, der nach zwei starken Saisons zuvor den Weg zurück in die Landesklasse antreten musste.
- Pokalfinale: Güstrower SC 09 – Greifswalder SV 98 3:2

### Saison 2013/14
| Verein - 1. Güstrower SC 09 - 2. BSC 95 Schwerin - 3. BSV Einheit Greifswald II - 4. ESV Turbine Rostock - 5. MS Neubrandenburg | Spiele - 47 : 17 - 48 : 16 - 37 : 27 - 26 : 38 - 02 : 62 | Punkte - 16 : 00 - 12 : 04 - 08 : 08 - 04 : 12 - 00 : 16 |

Im Titelkampf zog der Güstrower SC 09 um Spitzenspieler André Wiechmann einsam seine Kreise und konnte zum ersten Mal in der Vereinsgeschichte den Titel gewinnen. Vizemeister wurde die junge und ambitionierte Truppe aus Schwerin, die jedoch in den entscheidenden Spielen gegen die Barlachstädter wenig Akzente setzen konnte. Am Tabellenende der Vorjahressieger aus Neubrandenburg, der zahlreiche Abgänge und verletzungsbedingte Ausfälle nicht kompensieren konnte und am Ende den Abstieg hinnehmen musste.
- Pokalfinale: Güstrower SC 09 – BSC 95 Schwerin 3:2

### Saison 2014/15
| Verein - 1. Güstrower SC 09 - 2. BSV Einheit Greifswald - 3. BSC 95 Schwerin - 4. ESV Turbine Rostock - 5. Ribnitzer SV | Spiele - 44 : 20 - 48 : 16 - 45 : 19 - 18 : 46 - 05 : 59 | Punkte - 13 : 03 - 12 : 04 - 11 : 05 - 04 : 12 - 00 : 16 |

Nach dem souveränen Sieg im Vorjahr sah es diesmal lange so aus, als würde der Güstrower SC 09 im Titelkampf den Kürzeren ziehen. Bis zum letzten Spieltag hatten die Landeshauptstädter vom BSC 95 Schwerin die beste Ausgangsposition, verloren jedoch das entscheidende Spiel gegen Güstrow mit 3:5. Der Titelverteidiger zog damit noch an den Schwerinern und dem Oberliga-Absteiger vom BSV Einheit Greifswald vorbei an die Tabellenspitze und verteidigte seinen Titel. Die Greifswalder waren vor der Saison als klarer Favorit mit dem Ziel Wiederaufstieg ins Rennen gegangen, hatten jedoch mit zahlreichen Ausfällen und vermeidbaren Punktverlusten zu Saisonbeginn zu kämpfen. Am Tabellenende hatte der Aufsteiger vom Ribnitzer SV wenig Erfolgschancen und konnte die rote Laterne die ganze Saison über nicht abgeben.
- Pokalfinale: BSC 95 Schwerin – Güstrower SC 09 4:2

### Saison 2015/16
| Verein - 1. Greifswalder SV 98 - 2. Güstrower SC 09 - 3. BSC 95 Schwerin - 4. SG TSV Bützow/MS Neubrandenburg - 5. BSV Einheit Greifswald - 6. ESV Turbine Rostock - 7. Ribnitzer SV | Spiele - 71 : 25 - 61 : 35 - 66 : 30 - 48 : 48 - 40 : 56 - 29 : 67 - 13 : 83 | Punkte - 22 : 02 - 19 : 05 - 16 : 08 - 10 : 14 - 09 : 15 - 04 : 20 - 02 : 22 |

Im Titelkampf setzte sich der vor der Saison stark verstärkte Greifswalder SV 98 am Ende souverän und ungeschlagen durch. Damit gelang das Kunststück, das erstmals ein Aufsteiger den Titel gewinnen konnte. Härtester Konkurrent war der Titelverteidiger vom Güstrower SC 09. Der BSV Einheit Greifswald verabschiedete sich frühzeitig am grünen Tisch aufgrund unerlaubten Spielereinsatzes aus dem Titelrennen, konnte aber immerhin noch den Sprung ins Mittelfeld schaffen. Am Tabellenende konnte der Ribnitzer SV lediglich im Kellerduell mit den Rostockern punkten und musste am Ende den Abstieg hinnehmen.
- Pokalfinale: BSV Einheit Greifswald – BSC 95 Schwerin 4:2

### Saison 2016/17
| Verein - 1. Greifswalder SV 98 - 2. BSC 95 Schwerin - 3. Güstrower SC 09 - 4. SG TSV Bützow/MS Neubrandenburg - 5. BSV Einheit Greifswald | Spiele - 50 : 14 - 39 : 25 - 25 : 39 - 22 : 42 - 24 : 40 | Punkte - 16 : 00 - 11 : 05 - 06 : 10 - 04 : 12 - 03 : 13 |

Im Titelrennen zog der Sieger des Vorjahres, der Greifswalder SV 98, souverän seine Kreise und konnte seinen Titel verteidigen. Alle weiteren Plätze waren relativ schnell vergeben. Am Tabellenende der frühere Branchenprimus vom BSV Einheit Greifswald, der lediglich einen Saisonsieg einfahren konnte.
- Pokalfinale: BSC 95 Schwerin – Greifswalder SV 98 4:2

### Saison 2017/18
| Verein - 1. BSV Einheit Greifswald - 2. BSC 95 Schwerin - 3. Greifswalder SV 98 - 4. Güstrower SC 09 - 5. SG TSV Bützow/MS Neubrandenburg | Spiele - 59 : 37 - 57 : 39 - 54 : 42 - 48 : 48 - 22 : 74 | Punkte - 18 : 06 - 15 : 09 - 13 : 11 - 13 : 11 - 01 : 23 |

In einer ausgeglichen und spannenden Spielzeit, in der lange vier Mannschaften um den Titel buhlten, setzte sich am Ende die wiedererstarkte Mannschaft des BSV Einheit Greifswald durch. Am Tabellenende die Mannschaft der SG Bützow/Neubrandenburg, die zahlreiche personelle Engpässe nicht ausgleichen konnte.
- Pokalfinale: Güstrower SC 09 – BSC 95 Schwerin 3:3 (mehr Sätze zu Gunsten Güstrower SC 09)

### Saison 2018/19
| Verein - 1. BSC 95 Schwerin - 2. SG BSV Einheit Greifswald/Güstrower SC 09 - 3. Greifswalder SV 98 - 4. SG TSV Bützow/MS Neubrandenburg | Spiele - 45 : 27 - 46 : 26 - 32 : 40 - 21 : 51 | Punkte - 12 : 06 - 11 : 07 - 09 : 09 - 04 : 14 |

Der Meister vom BSC 95 Schwerin startete fulminant in die neue Saison und konnte bereits drei Spieltage vor Saisonende den Titelgewinn festmachen. Während sich die Mannschaften vom Greifswalder SV 98 und der SG Greifswald/Güstrow ein spannendes Rennen um Platz 2 lieferten, konnte die SG Bützow/Neubrandenburg in den entscheidenden Momenten nicht punkten und musste sich somit mit Platz 4 begnügen.
- Pokalfinale: SG BSV Einheit Greifswald/Güstrower SC 09 – Greifswalder SV 98 5:1

### Saison 2019/20
| Verein - 1. SG BSV Einheit Greifswald/Güstrower SC 09 - 2. BSC 95 Schwerin - 3. Greifswalder SV 98 - 4. MS Neubrandenburg | Spiele - 45 : 27 - 44 : 28 - 41 : 31 - 14 : 58 | Punkte - 13 : 05 - 11 : 07 - 11 : 07 - 01 : 17 |

In einem eng umkämpften Titelkampf setzte sich am Ende die routinierte Truppe der SG Greifswald/Güstrow durch. Bis zum vorletzten Spieltag kämpften die ersten drei Teams noch um die Meisterschaft, im entscheidenden Spiel zwischen den beiden Erstplatzierten wehrte die SG mit einem 4:4-Unentschieden den Angriff des jungen Schweriner Teams ab. Am Tabellenende chancenlos die Neubrandenburger Mannschaft.
- Der Landespokal konnte aufgrund der Corona-Pandemie nicht ausgetragen werden.

### Saison 2020/21
- Die Spielzeit wurde aufgrund der Corona-Pandemie ohne Wertung abgebrochen.

- Der Landespokal konnte aufgrund der Corona-Pandemie nicht ausgetragen werden.

### Saison 2021/22
| Verein - 1. BSC 95 Schwerin - 2. Greifswalder SV 98 - 3. MS Neubrandenburg - 4. SG BSV Einheit Greifswald/Güstrower SC 09 | Spiele - 49 : 23 - 39 : 33 - 36 : 36 - 20 : 52 | Punkte - 17 : 01 - 10 : 08 - 07 : 11 - 02 : 16 |

An der Tabellenspitze konnte sich die Mannschaft des BSC 95 Schwerin früh in der Saison absetzen. Die entscheidenden Spiele konnten knapp, aber verdient gewonnen werden, so dass bereits am vorletzten Spieltag der Titelgewinn feststand. Unter Wert verkaufte sich die Mannschaft der SG Greifswald/Güstrow, die zwei Jahre nach dem Titelgewinn aufgrund zahlreicher personeller Ausfälle nie an ihr früheres Leistungsniveau anknüpfen konnte.
- Pokalfinale: Greifswalder SV 98 – SG BSV Einheit Greifswald/Güstrower SC 09 4:2

### Saison 2022/23
| Verein - 1. Greifswalder SV 98 - 2. BSV Einheit Greifswald - 3. BSC 95 Schwerin - 4. MS Neubrandenburg - 5. SG Empor Sassnitz/BSG Stralsund - 6. BSV Einheit Greifswald II - 7. PSV Rostock - 8. PSC Demmin | Spiele - 45 : 11 - 40 : 16 - 37 : 19 - 34 : 22 - 20 : 36 - 23 : 33 - 21 : 35 - 04 : 52 | Punkte - 14 : 00 - 12 : 02 - 09 : 05 - 09 : 05 - 05 : 09 - 04 : 10 - 03 : 11 - 00 : 14 |

In der Saison wurde erstmalig und bisher zum einzigen Mal eine Vorrunde mit anschließender Play-Off- und Play-Down-Runde gespielt. Die Vorrunde dominierte die Mannschaft des Greifswalder SV 98, in den Play-offs zeigte sich dann allerdings die Mannschaft des BSV Einheit Greifswald im entscheidenden Moment präsenter und sicherte sich den Meistertitel. Am Tabellenende hatte der PSC Demmin keine echte Chance um Punkte zu spielen und musste nach einer Spielzeit wieder in die Landesklasse absteigen. Die Mannschaften aus Schwerin und Neubrandenburg blieben hinter den eigenen Erwartungen zurück und landeten am Ende im Tabellenmittelfeld.
- Pokalfinale: BSV Einheit Greifswald – Greifswalder SV 98 4:2

### Saison 2023/24
| Verein - 1. Greifswalder SV 98 - 2. BSV Einheit Greifswald - 3. MS Neubrandenburg - 4. BSC 95 Schwerin - 5. PSV Rostock - 6. SG Empor Sassnitz/BSG Stralsund | Spiele - 64 : 16 - 55 : 25 - 41 : 39 - 39 : 41 - 23 : 57 - 18 : 62 | Punkte - 19 : 01 - 16 : 04 - 11 : 09 - 10 : 10 - 03 : 17 - 01 : 19 |

An der Tabellenspitze konnte sich die Mannschaft des Greifswalder SV 98 früh in der Saison absetzen. Das vorentscheidende Spiel gegen den Lokalrivalen vom BSV Einheit Greifswald konnte souverän gewonnen werden, so dass der Meistertitel frühzeitig feststand. Am Tabellenende die Mannschaft der SG Sassnitz/Stralsund, die sich vielfach gut verkaufen konnte, in der Breite aber letztlich nicht vollauf konkurrenzfähig war. Im Landespokal konnte die Mannschaft jedoch groß auftrumpfen und wurde erst im entscheidenden Spiel vom Landesmeister Greifswalder SV 98 in einem spannenden Spiel nur aufgrund des schlechteren Punkteverhältnisses gestoppt.
- Pokalfinale: Greifswalder SV 98 – SG Empor Sassnitz/BSG Stralsund 3:3 (mehr Sätze zu Gunsten des Greifswalder SV 98)

## Aufstiegsrunde
An der Aufstiegsrunde zur Oberliga Nord A nehmen die Landesmeister der Landesverbände Mecklenburg-Vorpommern, Bremen, Hamburg und Schleswig-Holstein teil. Gespielt wird jeder gegen jeden. Die jeweiligen Erst- und Zweitplatzierten dürfen dann in die Oberliga aufsteigen. Aus der Landesliga haben es in den vergangenen Jahren nur drei Mannschaften unter die beiden Ersten geschafft. In der Saison 2002/03 konnte der Greifswalder SV 98 II die Runde gewinnen, jedoch durch den gleichzeitigen Abstieg der 1. Mannschaft aus der Regionalliga in die Oberliga sein Aufstiegsrecht nicht wahrnehmen. In der Saison 2005/06 belegte der Greifswalder SV 04 den zweiten Platz hinter der Mannschaft der BSG Eutin. In der Saison 2011/12 konnte der BSV Einheit Greifswald den Aufstieg in die Oberliga Nord realisieren.

## Bekannte Spieler
| Name - Hajo Hoffmann - Henrik Nehmzow - Maik Pierron - Matthias Redlich - Erfried Michalowsky - Edgar Michalowsky - Angela Michalowsky - Norbert Michalowsky - Frank Teichmann - Astrid Hoffmann - Gitte Köhler - Gunnar Passow - Rick Engels - André Wiechmann - Andreas Kämmer - Michael Kämmer - Petra Teichmann | Verein - Greifswalder SV 98/04 I/II - Greifswalder SV 04 I - Greifswalder SV 98/04 I/II - Greifswalder SV 98/04 I - HSG Greifswald/BSV Einheit Greifswald II - BSV Einheit Greifswald I - BSV Einheit Greifswald II - HSG Greifswald/BSV Einheit Greifswald II - BSV Einheit Greifswald II - BSC 95 Schwerin - BSC 95 Schwerin - Grün-Weiß 90 Anklam - SV Pädagogik Rostock - TSV Bützow/Güstrower SC 09 - Greifswalder SV 98 - Greifswalder SV 98 - Greifswalder SV 98 | von – bis - 2001–2006 - 2005–2011 - 2001 – ? - 2005–2018 - 2002–2016 - 2008–2018 - 2004–2018 - 2001–2012 - 2002–2007 - 2001–2002 - 2001–2002 - 1997–2008 - 1993–2005 - 2011–2020 - 2021 – ??? - 2017 – ??? - 2014 – ??? |